# Károlyi Gyula (politikus, 1871–1947)

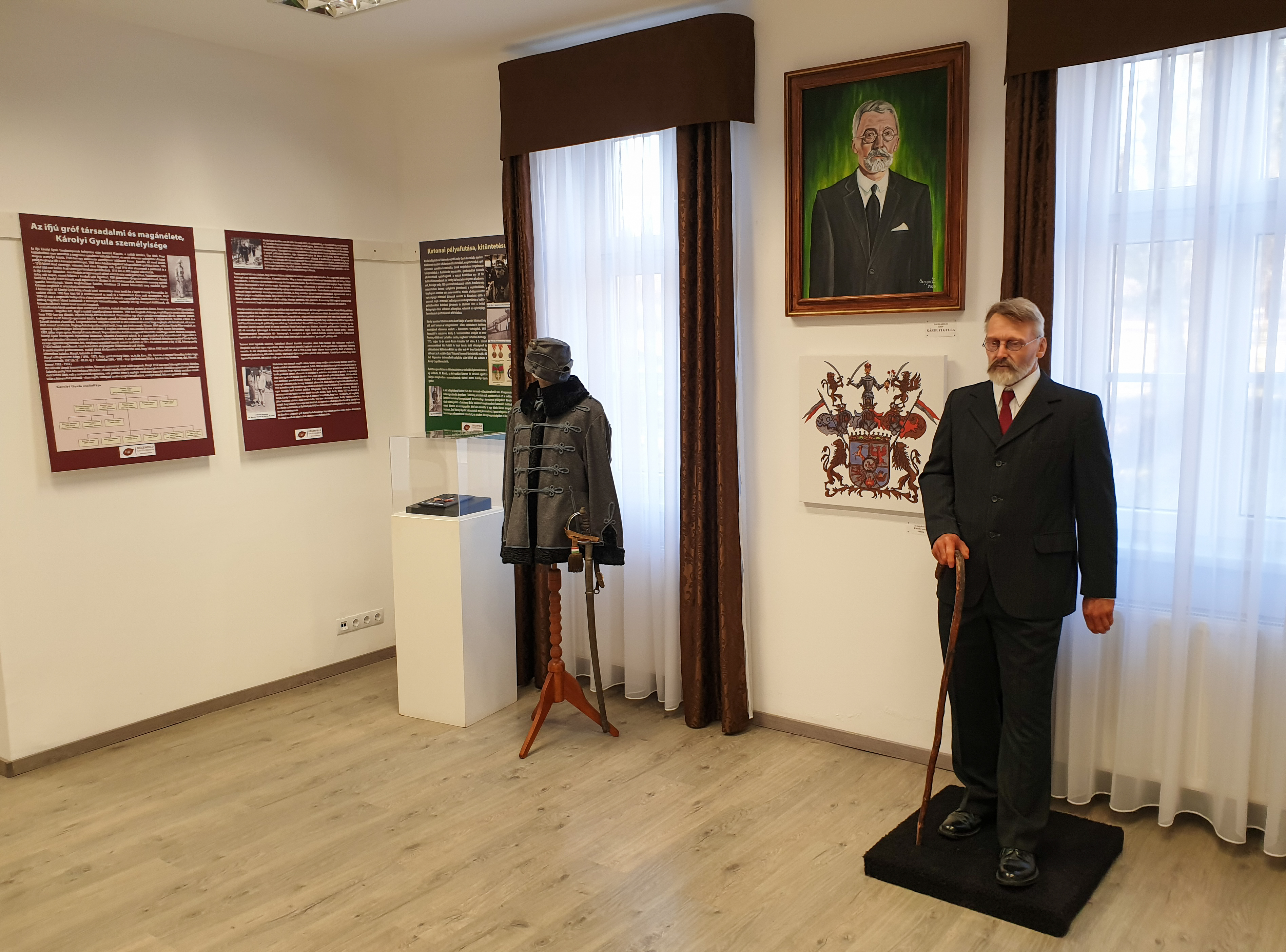
A Károlyi-emlékház egyik terme a baktalórántházai Dégenfeld Kastélymúzeumban

Gróf nagykárolyi Károlyi Gyula (Nyírbakta, 1871. május 7. – Budapest, 1947. április 23.) magyar politikus, 1931 augusztusától 1932 októberéig Magyarország miniszterelnöke.

## Családja, tanulmányai, politikai pályája
Régi arisztokrata család sarjaként, a Szabolcs vármegyei Nyírbaktán látta meg a napvilágot. Édesapja, gróf nagykárolyi Károlyi Tibor (1843–1904), a kiegyezés után politikusként tevékenykedett: az 1870-es évektől szabadelvű képviselőként, majd titkos tanácsosként működött, 1898–1900 között pedig a főrendiház elnökének tisztét töltötte be. Édesanyja Degenfeld-Schomburg Emma grófnő (1844–1901) volt. Apai nagyszülei gróf nagykárolyi Károlyi György (1802–1877) főispán, királyi valóságos belső titkos tanácsos, magyar királyi főudvarmester, politikus és gróf zicsi és vázsonykői Zichy Karolina (1818–1903) voltak. Anyai nagyszülei gróf Degenfeld-Schonburg Imre (1810–1883), földbirtokos és bökönyi Bek Paulina (1815–1856) voltak.
Az ifjú Károlyi a budapesti Piarista Gimnázium elvégzése után a budapesti tudományegyetem jog- és államtudományi  karán szerzett diplomát. Ezt követően a bonni és a berlini tudományegyetemeken volt hallgató. Hazatérése után, 1905-ben a felsőház tagjaként bekapcsolódott a politikai életbe. 1906–1910-ig Arad vármegye, valamint Arad város főispánja volt, majd 1910 után visszavonult a politikától és a család több ezer holdas Arad vármegyei birtokain gazdálkodott. 1915-ben a Magyar Tudományos Akadémia tagjává választották.

### Házassága és leszármazottai
Budapesten 1894. október 20-án feleségül vette unokahúgát, gróf nagykárolyi Károlyi Melanie-t (1872–1955),  akinek a szülei Károlyi István (1845–1907), politikus, földbirtokos és gróf sombolyai és janovai Csekonics Margit (1848–1936) voltak. A házasságkötésnél négy tanú szerepelt: gróf Károlyi Sándor, báró Podmaniczky Géza, gróf Csekonics Endre és gróf Dessewffy Aurél. Károlyi Gyula gróf és Károlyi Melanie frigyéből született:
- gróf Károlyi Margit Emma Leona Karolina Paulina (1896–1975),  aki gróf galántai Esterházy Mórichoz (1881–1960)  ment férjhez.
- gróf Károlyi Gabriella Emma Stefánia (1899–?),  aki gróf csikszentkirályi és krasznahorkai Andrássy Mihály (1893–1990)  felesége lett.
- gróf Károlyi Emma Leona Berta (1902–?)

## Az ellenforradalom élén
Az első világháború kitörése után jelentkezett önkéntesnek, és tartalékos huszárhadnagyként az orosz fronton teljesített szolgálatot. A háború után Arad melletti birtokaira tért vissza, itthon azonban kaotikus állapotok fogadták. Unokatestvére, Károlyi Mihály 1918 őszén az őszirózsás forradalom élére állt. Az új vezetés békés szándékait jelzendő a hadsereg létszámát erősen lecsökkentették, amit a szomszédos államok, Románia és Csehszlovákia kihasználtak, hogy érvényt szerezzenek területi igényeiknek. 1919 tavaszára a románok megszerezték Erdélyt, és április közepére a Partiumot is elfoglalták. Közben 1919. március 21-én kikiáltották a Magyarországi Tanácsköztársaságot, és kezdetét vette a kommunisták 133 napig tartó uralma.
A forradalom majd a proletárdiktatúra elől a vezető magyar politikusok egy része Bécsbe menekült, és gróf Bethlen István vezetésével megkezdődött a szervezkedés a bolsevik hatalom felszámolására (Antibolsevista Comité). Ezzel párhuzamosan 1919 május 5-én  Károlyi Gyula Aradon alakított a Tanácsköztársaság idején létrejött ellenforradalmi kormányok|ellenkormányt]] a kommün megdöntése érdekében. Május elején román csapatok megszállták Aradot, és Károlyit kormányának több tagjával együtt internálták. Kiszabadulása után a franciák által megszállt Szegedre ment, és itt alakította meg 1919. május 30-án az új kormányát. A két ellenforradalmi gócpont, Bécs és Szeged hamarosan összehangolta munkáját a közös célok elérése érdekében.
Károlyi Szegeden kérte fel nagybányai Horthy Miklóst, hogy vállalja el az új Nemzeti Hadsereg felállítását az ellenforradalmi kormány hadügyminisztereként. Itt szövődött az a barátság, amely (rokoni szálakkal is megerősítve) életük végéig kitartott, s miután Horthy az ország kormányzója lett, Károlyi mellette állt az egész korszakban, bizalmasaként és tanácsadóként.

## A miniszterelnöki székben

### Passzivitástól a kormányalakításig
Károlyi Gyula 1919 után majdnem egy évtizedre teljesen visszavonult a politikától.
Trianon után a család Szabolcs és Szatmár vármegyei 12 ezer holdas uradalmára tért vissza gazdálkodni, és csak az évtized végén hallatta ismét a hangját. 1927-ben a felsőház tagja lett, 1928-ban pedig a koronaőri címet kapta meg. A nagy gazdasági világválság hatására 1930 decemberétől aktívabb politikai szerepet vállalt és a Bethlen-kormányban rövid időre külügyminiszter lett. Walko Lajos utódaként 1930. december 9-én nevezték ki külügyminiszternek. E minőségében járt Rómában Mussolininél 1931 márciusában. Augusztus elején tett kijelentése, miszerint „[…] Magyarországot az érzelmek, az ész, és az érdek szálai fűzik együvé Franciaországgal” – nagy port kavart idehaza, és feltűnést keltett a francia sajtóban is.
1931. augusztus 19-én, amikor Bethlen István benyújtotta lemondását, a kormányzó gróf Károlyi Gyulát bízta meg kormányalakítással. Augusztus 24-én alakult meg az új kormány, melynek személyi összetétele alig különbözött az előzőétől.

### Takarékossági intézkedések
Magyarországon a gazdasági katasztrófa elhúzódó agrár- és hitelválságként jelentkezett. Mivel a magyar export nagy részét a mezőgazdasági termékek jelentették, melyek ára a világpiacon elérte az 50-70%-os mélyrepülést, a hazai mezőgazdaság és a parasztság helyzete katasztrofálissá vált, de az ipar és kereskedelem is megszenvedte a válságot.
Károlyi nagyszabású takarékossági programmal akarta csökkenteni az állami kiadásokat. Az 1931. augusztus 31-én kiadott kormányrendelet értelmében csökkentették az állami alkalmazottak (vasutasok, postások, tisztviselők, a honvédség, csendőrség, a folyamőrség és a vámőrség) fizetését. Tovább szűkítették a szociális juttatásokat, és mérsékelték a nyugdíjakat is. A súlyos gazdasági problémákra azonban ez nem volt megoldás. Az sem segített sokat, hogy Károlyi önmagát és minisztertársait sem kímélte, és megvonta az állami gépkocsik használatának jogát, ami azt jelentette, hogy neki, miniszterelnökként, távoli pesti lakásából gyalog kellett feljárnia a budai várban lévő hivatalába.

### A statárium
Az 1931-es biatorbágyi vasúti merénylet után a Károlyi-kormány 1931. szeptember 19-én kelt rendeletével elrendelte a statáriumot, korlátozta a gyülekezési jogot, betiltott minden politikai jellegű népgyűlést, felvonulást, körmenetet. A szervezkedő kommunista mozgalom vezetőit (Fürst Sándor, Sallai Imre) elfogták és 1932-ben kivégezték. A szükségállapot azonban nem javított a helyzeten, amellett nem volt olyan tömegmozgalom, amely reális fenyegetést jelenthetett a fennálló rendszerre nézve.

### Károlyi Gyula bukása
A gazdasági válság közepette, amelyet a miniszterelnök megszorító intézkedései továbbra sem tudtak enyhíteni, fokozódott az elégedetlenség mind a társadalom széles rétegeiben, mind a hatalmi elit berkein belül is. Az ellenzék a szabadságjogok kiterjesztését, az általános és titkos választójog bevezetését és a bérből élők kézzelfogható, hatásosabb védelmét, míg az agrárlobbi az agrárválság csökkentésére „gazdavédelmet” és piacok szerzését követelte. Miután itt sem születtek konkrét eredmények, ez a csoport is a miniszterelnök ellen fordult.
A kormánypártban döntő befolyással bíró Bethlen István, látva Károlyi kormányzásának csődjét, 1932 szeptemberében nyílt levélben szólította fel a lemondásra. Károlyi Gyula, aki a kormányzást kezdettől fogva vonakodva vette át, ennek mondhatni örömmel tett eleget (már 1931 végén beadta lemondását Horthynak, aki akkor még maradásra bírta). 1932. szeptember 21-én lemondott és ismét visszavonult Szatmár vármegyei birtokaira gazdálkodni. A miniszterelnöki székben Gömbös Gyula követte.

## Utóélete
Bár Horthy 1936-ban titkos tanácsossá nevezte ki, a nyilvános politikai szerepvállalástól már távol tartotta magát, és csak arra szorítkozott, hogy a kormányzó legbelső tanácsadói köréhez tartozva a lényeges kérdésekben véleményt alkosson. Miniszterelnöksége után elnökként aktív szerepet játszott a felsőház életében. 1939-ben a második zsidótörvény elleni tiltakozásképpen lemondott e posztjáról, sőt felsőházi tagságáról is. A második világháború idején támogatta a Kállay Miklós nevével fémjelzett, kiugrást megcélzó politikát. 75 évesen halt meg Budapesten szívizomelfajulás következtében.

## Művei
- Darinka. Regény; Hungária Ny., Bp., 1896
- Károlyi Gyula gróf jelentése az Erzsébet emlék országos bizottságához az Erzsébet királyné emlékmű tárgyában. 1932. május havában; Állami Ny., Bp., 1932